# Lecane batillifer
Lecane batillifer är en hjuldjursart som först beskrevs av Murray 1913.  Lecane batillifer ingår i släktet Lecane och familjen Lecanidae. Inga underarter finns listade i Catalogue of Life.